# Championnat du Tadjikistan de football 2006
Navigation
Saison précédente Saison suivante
La saison 2006 du Championnat du Tadjikistan de football est la 15e édition de la première division au Tadjikistan. La compétition regroupe douze clubs, qui s'affrontent deux fois, à domicile et à l'extérieur. En fin de saison, le dernier du classement est relégué et remplacé par le champion de deuxième division.
C'est le club de Regar-TadAZ Tursunzoda qui remporte la compétition cette saison après avoir terminé en tête du classement final, avec un seul point d'avance sur Hima Douchanbé et huit sur un duo composé du tenant du titre, Vakhsh Qurghonteppa et de Parvoz Bobojon Ghafurov. C'est le cinquième titre de champion du Tadjikistan de l'histoire du club, qui réalise même le doublé en battant Hima Douchanbé en finale de la Coupe du Tadjikistan.

## Les clubs participants
- Dinamo Douchanbé - Promu de D2
- FK Saroy Kamar
- Regar-TadAZ Tursunzoda
- FK Khodjent
- Parvoz Bobojon Ghafurov
- TajikTelecom Qurghonteppa - Promu de D2
- Vakhsh Qurghonteppa
- Olimi Karimzod Mastchoh - Promu de D2
- CSKA Douchanbé
- Hima Douchanbé
- Pamir Douchanbé
- Oriyono Douchanbé - Promu de D2

## Compétition
Le barème de points servant à établir le classement se décompose ainsi :
- Victoire : 3 points
- Match nul : 1 point
- Défaite : 0 point

### Classement
| Rang | Équipe                     | Pts | J  | G  | N | P  | Bp | Bc | Diff |
| ---- | -------------------------- | --- | -- | -- | - | -- | -- | -- | ---- |
| 1    | Regar-TadAZ TursunzodaC    | 55  | 22 | 18 | 1 | 3  | 65 | 19 | +46  |
| 2    | Hima Douchanbé             | 54  | 22 | 17 | 3 | 2  | 58 | 15 | +43  |
| 3    | Vakhsh QurghonteppaT       | 47  | 22 | 15 | 2 | 5  | 41 | 18 | +23  |
| 4    | Parvoz Bobojon Ghafurov    | 47  | 22 | 15 | 2 | 5  | 39 | 25 | +14  |
| 5    | CSKA Douchanbé             | 35  | 22 | 11 | 2 | 9  | 38 | 31 | +7   |
| 6    | TajikTelekom QurghonteppaP | 35  | 22 | 11 | 2 | 9  | 41 | 38 | +3   |
| 7    | FK Khodjent                | 30  | 22 | 9  | 3 | 10 | 27 | 33 | -6   |
| 8    | Pamir Douchanbé            | 20  | 22 | 5  | 5 | 12 | 24 | 39 | -15  |
| 9    | Olimi Karimzod MastchohP   | 19  | 22 | 5  | 4 | 13 | 22 | 39 | -17  |
| 10   | FK Saroy Kamar             | 17  | 22 | 5  | 2 | 15 | 27 | 50 | -23  |
| 11   | Oriyono DouchanbéP         | 13  | 22 | 3  | 4 | 15 | 25 | 53 | -28  |
| 12   | Dinamo DouchanbéP          | 6   | 22 | 0  | 6 | 16 | 12 | 59 | -47  |

|  | Qualification pour la Coupe du président de l'AFC 2007                       |
|  | Relégation en deuxième division                                              |
|  | T : Tenant du titre C : Vainqueur de la Coupe du Tadjikistan P : Promu de D2 |

## Bilan de la saison
| Championnat du Tadjikistan de football 2006 |                                   |
| Champion                                    | Regar-TadAZ Tursunzoda (5e titre) |
| Coupes et trophées                          |                                   |
| Vainqueur de la Coupe du Tadjikistan 2006   | Regar-TadAZ Tursunzoda            |
| Qualifications continentales                |                                   |
| Coupe du président de l'AFC 2007            | Regar-TadAZ Tursunzoda            |
| Promotions et relégations                   |                                   |
| Promus en Vysshaya Liga                     | Hosilot Danghara                  |
| Relégués en Deuxième division               | Dinamo Douchanbé                  |